# Juan Valverde de Amusco

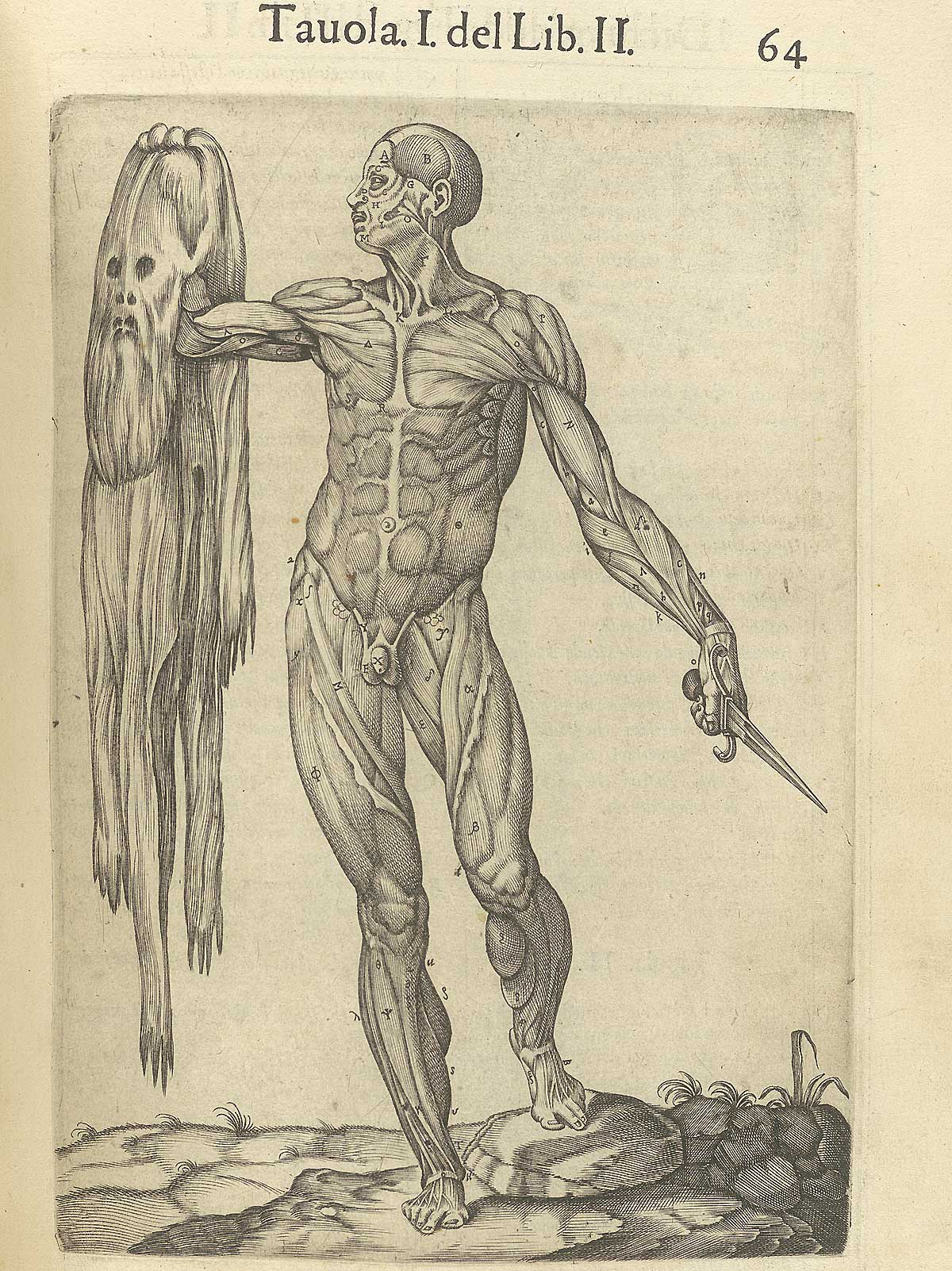
Gravură din Historia de la composicion del cuerpo humano (Roma, 1560)

Juan Valverde de Amusco (sau de Hamusco) (n. c. 1525 - d. ?) a fost anatomist spaniol, exponent al perioadei renascentiste.

## Biografie
S-a născut în Amusco, provincia Palencia. A studiat științele umaniste la Universitatea de la Valladolid. În 1542 merge în Italia, unde studiază medicina la Padova, Pisa avându-l ca profesor pe Realdo Colombo și la Roma, unde activa celebrul Bartolomeo Eustachio.
Își desfășoară activitatea ca medic la spitalul Santo Spirito din Roma, oraș în care va rămâne până la sfârșitul vieții.

## Contribuții

### Scrieri
Prima sa lucrare a fost De animi et corporis sanitate tuenda libellus, tratat asupra igienei, alimentației și bunelor maniere, publicat la Paris în 1552 și dedicat cardinalului Girolamo Verallo.
Cea mai importantă lucrare a sa, Historia de la composición del cuerpo humano, a fost publicată la Roma în 1556 și dedicată protectorului său, Juan Álvarez de Toledo  Lucrarea a fost acuzată de plagiat de către Andreas Vesalius deoarece apropape toate cele 42 de gravuri anatomice au fost copiate din De humani corporis fabrica, celebrul tratat al marelui anatomist italian. Totuși Valverde corectează unele din imaginile lui Vesalius, cum ar fi cele referitoare la mușchii ochiului, nas și laringe.
Una din imaginile cele mai celebre din Historia de la composicion del cuerpo humano  este cea a unui om ținându-și în mână propria piele (vezi imaginea), asemănător Sfântului Bartolomeu, asemănător celui reprezentat de Michelangelo în interiorul Capelei Sixtine.